# Zalman Teitelbaum
Yekusiel Yehuda III Teitelbaum sau Teitelboim  (n. 23 decembrie 1951, Williamsburg⁠(d), Brooklyn, New York, SUA),(în ebraică:יקותיאל יהודה טייטלבוים cunoscut și ca Rav Zalman Leib (în ebraică și idiș:רבי זלמן לייב) , este un rabin american, fiul lui Moshe Teitelbaum. El este unui din cei doi admori ("Rebbe") ai dinastiei hasidice Satmar (în conflict cu fratele său Aaron Teitelbaum pentru conducerea dinastiei), conducând comunitatea din Williamsburg.

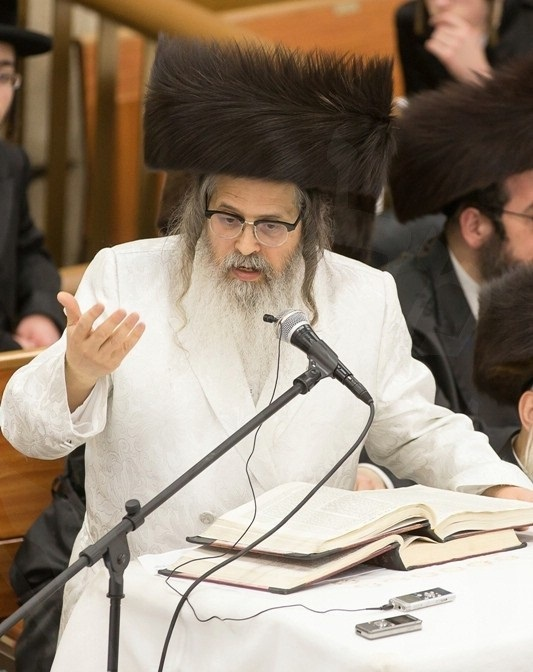
Zalman Teitelbaum

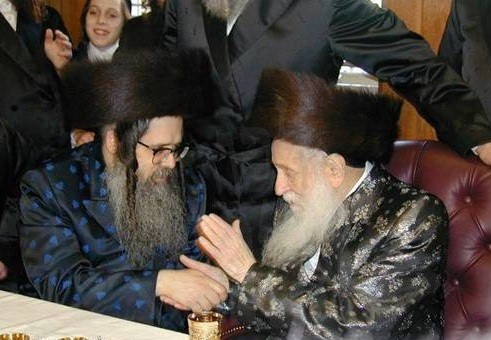
Zalman împreună cu tatăl său, Moshe